# Balle à rétreint

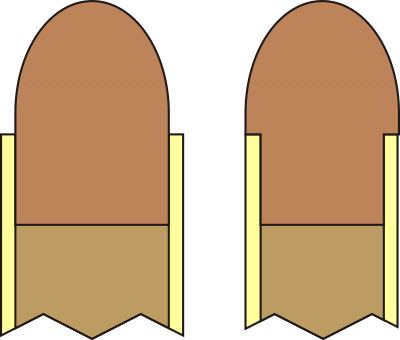
Une balle à rétreint (à droite) comparée à un projectile conventionnel (à gauche).

Une balle à restreint est un modèle spécifique de projectile (tombé en désuétude), où le diamètre interne du canon est « presque toujours » du même diamètre que l'étui de la cartouche, et le projectile a un renfoncement à sa base, de sorte que la partie avec le renfoncement entre dans l'étui en rendant la surface de l'ensemble étui + projectile lisse.